# Figueroles
Figueroles (auch: Figueroles d’Alcalatén) ist eine Gemeinde (municipio) mit 518 Einwohnern (Stand: 2024) in der Provinz Castellón der Autonomen Gemeinschaft Valencia in Spanien. 

## Geografie
Figueroles liegt etwa 23 Kilometer nordwestlich von Castellón de la Plana in einer Höhe von ca. 360 m.

## Bevölkerungsentwicklung
| Jahr      | 1970 | 1981 | 1991 | 2001 | 2011 | 2021 |
| Einwohner | 554  | 604  | 586  | 583  | 564  | 527  |

## Sehenswürdigkeiten

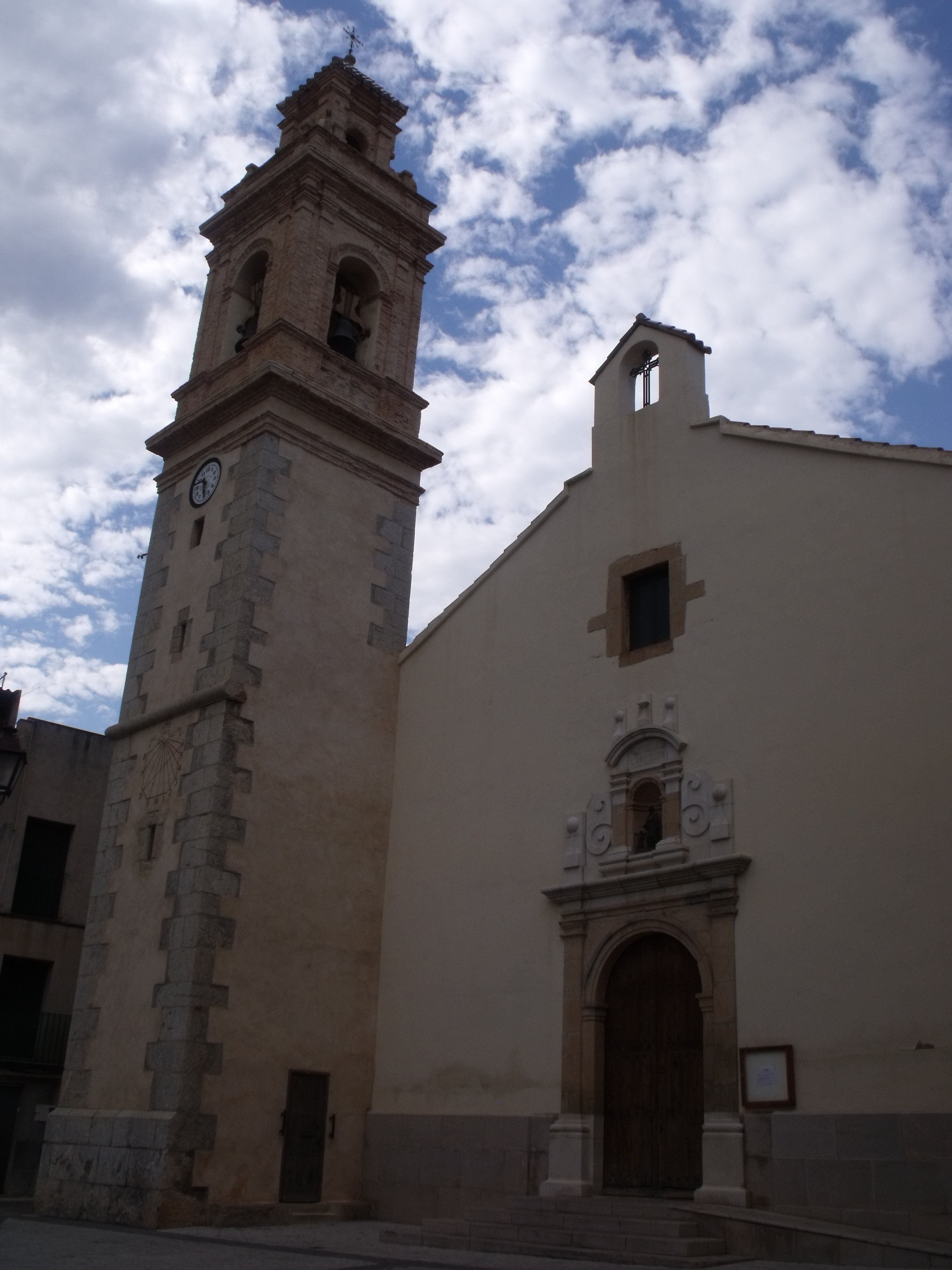
Matthäuskirche
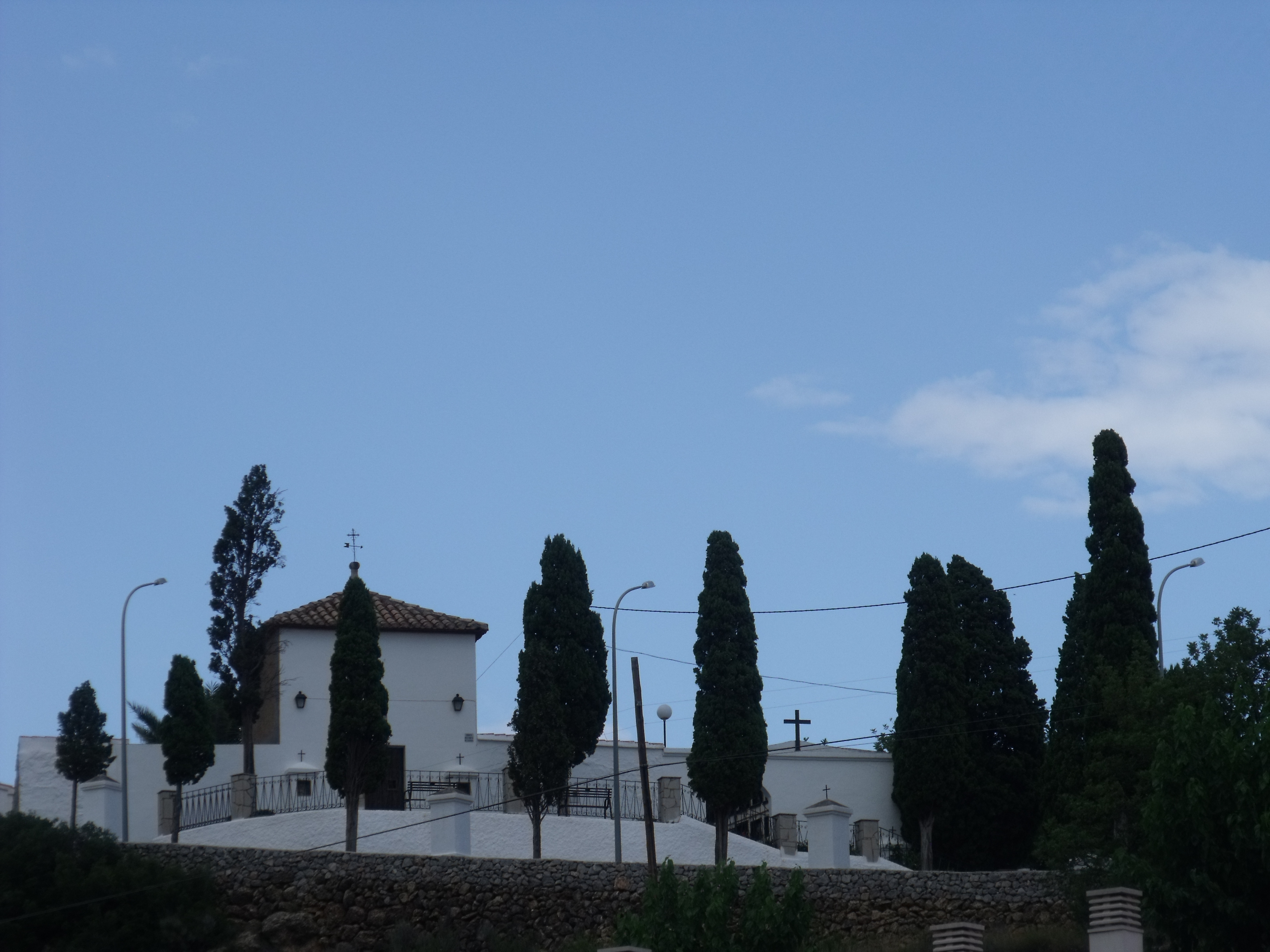
Kalvarienkapelle
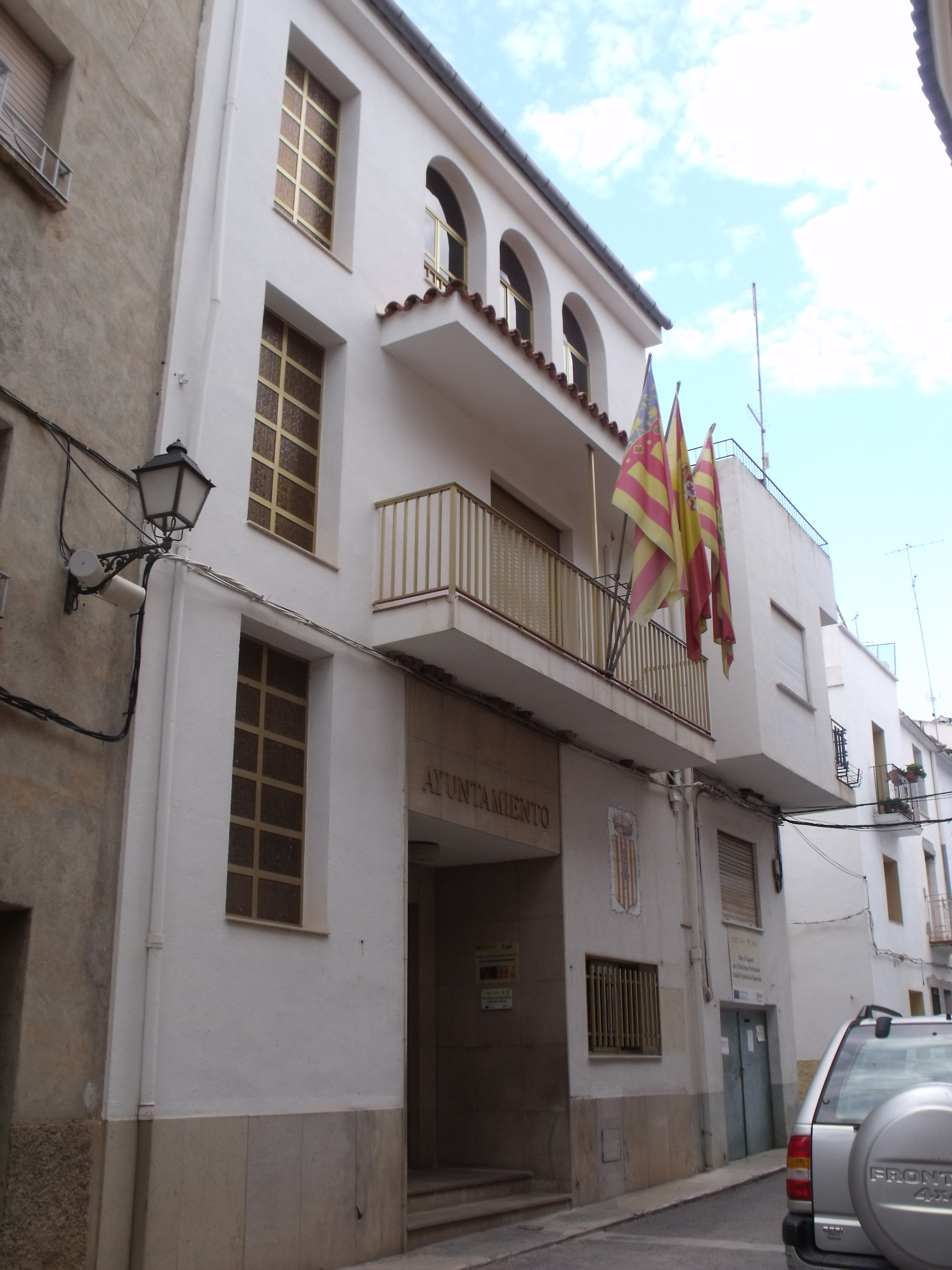
Rathaus

- Matthäuskirche
- Kalvarienkapelle
- Rathaus